# Sorkwity
Sorkwity [sɔrkˈfitɨ] (deutsch Sorquitten) ist ein Dorf im Powiat Mrągowski der Woiwodschaft Ermland-Masuren in Polen. Es ist Sitz der gleichnamigen Landgemeinde mit 4480 Einwohnern (Stand 31. Dezember 2020).

## Geographie
Das Dorf Sorkwity liegt auf einer Landzunge zwischen dem Jezioro Lampackie (Sorquitter See, Lampatzki-See) und dem Jezioro Gielądzkie (Gehlandsee). Die Kreisstadt Mrągowo (Sensburg) liegt neun Kilometer nordöstlich.

## Ortsname
Der ursprüngliche Name Sarkewitte leitet sich vom naheliegenden kleinen Sark-See ab. Der in Ortsnamen häufige Ortsnamensbestandteil witte bedeutet so viel wie Stätte, so dass die Bedeutung von Sorquitten mit Stätte (Ort) am Sark-See zu beschreiben wäre.

## Geschichte

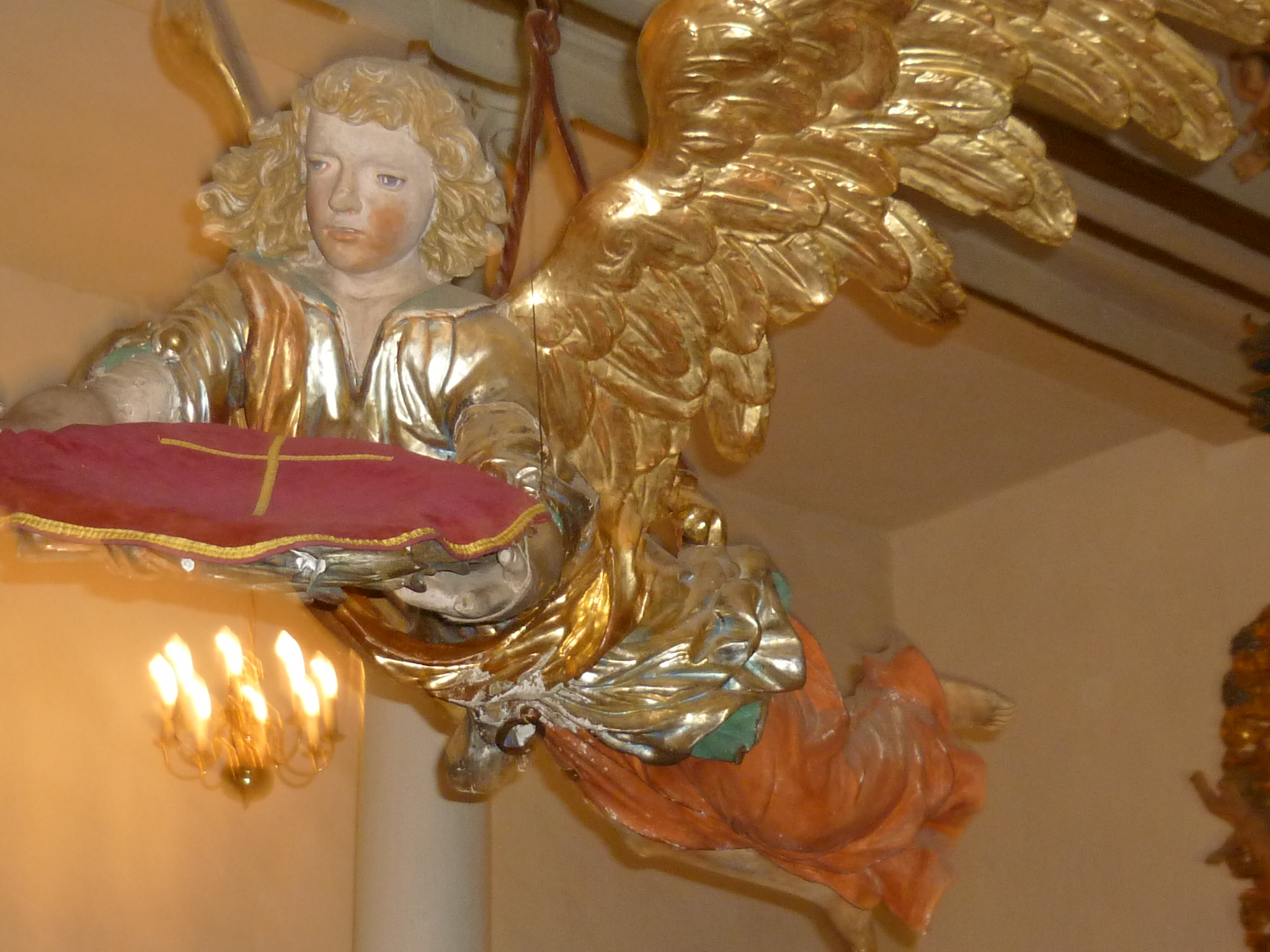
Taufengel aus dem Jahr 1701

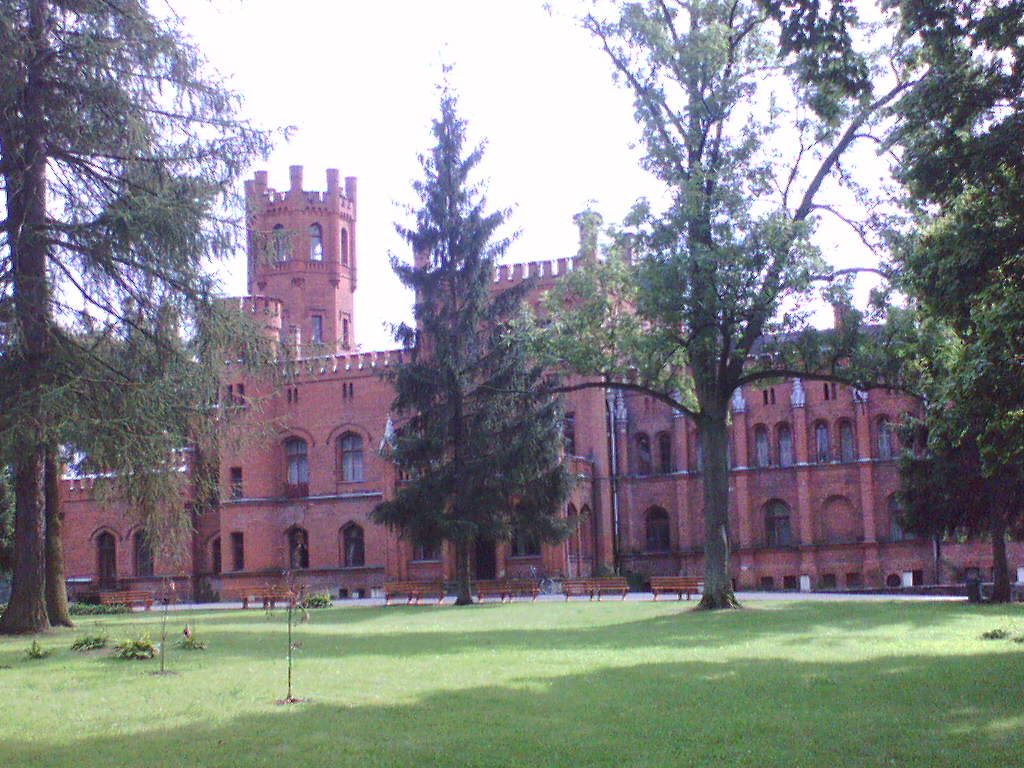
Das Schloss der Mirbachs

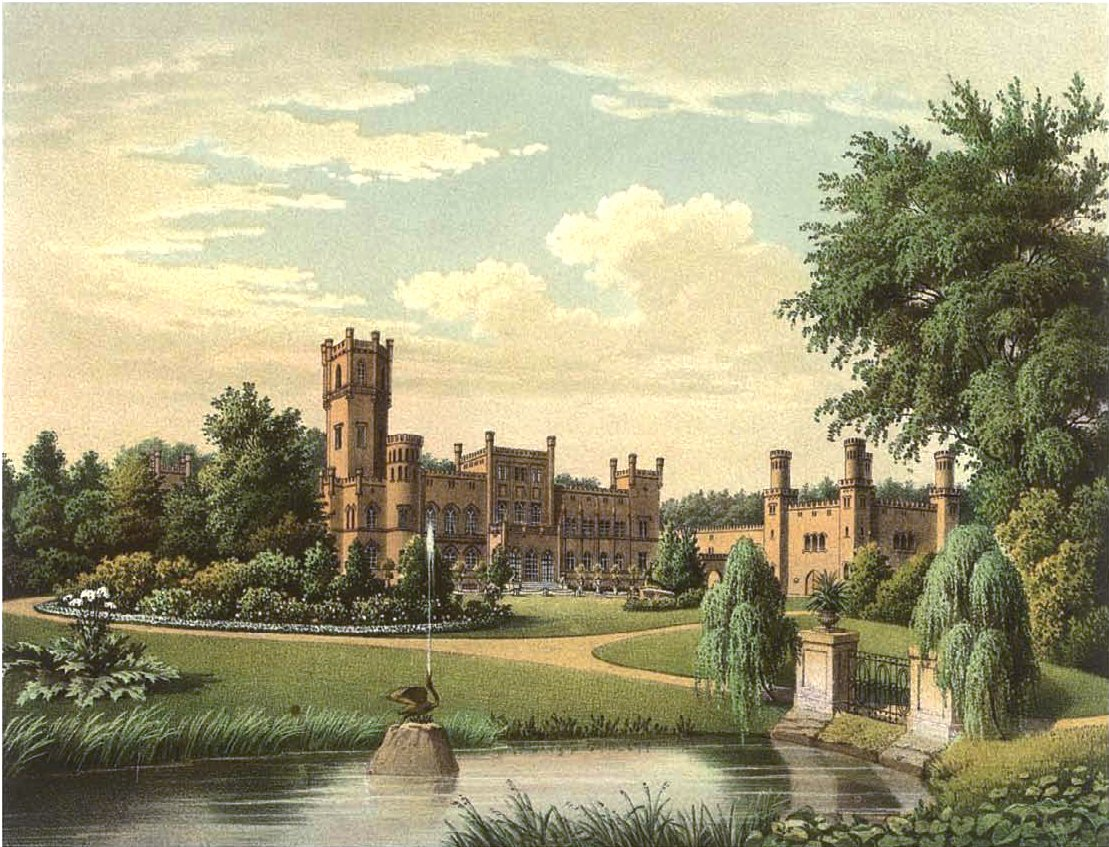
Das Schloss in der Sammlung Alexander Duncker

1379 wurde Sorquitten als Lehnsgut Sarkewitte des Deutschen Ordens gegründet, als der Hochmeister Winrich von Kniprode den Brüdern Christian und Otto von Oelsen an dieser Stelle Land verschrieb. Von 1451 bis 1459 gehörte das Gut (2250 ha) Jan von Krenit Przebędowski. Er verkaufte es dann an Georg von Schlieben, dessen Familie ihren Stammsitz in Gerdauen hatte. 1470 wurde die Kirche erstmals erwähnt. Spätere Besitzer waren dann ab 1599 Sigismund von Egloffstein (in seiner Familie blieb es bis 1693) und von 1693 an die Familie von der Groeben, von der es 1750 die Familie von Bronikowski erbte und bis 1804 führte.
Ernst Friedrich Gottlob von Mirbach (1753–1823) aus Kurland trat 1804 als Käufer auf. Er und seine Nachfolger aus der Familie von Mirbach brachten das Gut letztlich zu wirtschaftlicher Blüte. Der Sohn und Erbe, Julius Theodor von Mirbach (1804–1862) ließ 1850 bis 1856 das noch heute stehende große Schloss im Stil der Tudor-Castle-Gothic mit einer vielgestaltigen Backsteinfassade erbauen und von einem ausgedehnten Landschaftspark am See umgeben, dessen Anlagen vor allem auf seine Frau Ulrike von Mirbach, geb. von Elditt (1816–1880), zurückgehen. Sein Sohn, Julius Ulrich von Mirbach (1804–1921), Reichstagsabgeordneter, Kreisdeputierter und Forst- und Jagdfachmann, wurde 1888 in den Grafenstand erhoben; er vergrößerte das Gut, u. a. durch den Kauf des kleinen Nachbargutes Heinrichshöfen im Jahre 1865, auf 5770 ha (1904). Sein Erbe war 1921 sein Neffe Kapitänleutnant Freiherr Bernhard von Paleske (1877–1962), der letzte deutsche Besitzer bis 1945. Er ließ das in der Nacht vom 27. zum 28. August 1914 ausgebrannte Schloss Sorquitten in den Jahren 1922 und 1923 in alter Form wiederherstellen.
Zum 8. April 1874 wurde im Zuge einer preußischen Gemeindereform neu ein Amtsbezirk Sorquitten im Kreis Sensburg gebildet, der
die Landgemeinden
- Alt Gehland (polnisch: Stary Gieląd),
- Charlotten (Szarłaty),
- Groß Stamm (Stama),
- Janowen (Janowo),
- Lasken (Młynik),
- Neberg (Nibork) und
- Neu Gehland (Nowy Gieląd)

und die Gutsbezirke
- Groß Joachimowen,
- Groß Kosarken-Dönhoffstädt (Kozarek Wielki),
- Groß Kosarken-Wehlack (Kozarek Mały),
- Heinrichshöfen (Jędrychowo),
- Klein Gehland (Gieląd Mały),
- Klein Joachimowen und
- Sorquitten

umfasste.
Am 1. September 1898 wurde eine heute stillgelegte Bahnstrecke zwischen Bischofsburg und Sensburg eröffnet. Sorquitten wurde durch eine eigene Haltestelle an das Bahnnetz angebunden, was für den Ort einen weiteren Aufschwung bedeutete.
Am 1. Dezember 1910 lebten in Sorquitten offiziell 392 Einwohner. Am 30. September 1928 schloss sich der Gutsbezirk Sorquitten mit den Gutsbezirken Groß Joachimowen, Klein Joachimowen und Millucken zur neuen Landgemeinde Sorquitten zusammen. 1933 waren in Sorquitten bereits 427 Einwohner verzeichnet. Bis 1939 stieg die Einwohnerzahl auf 455 an.
Aufgrund der Bestimmungen des Versailler Vertrags stimmte die Bevölkerung im Abstimmungsgebiet Allenstein, zu dem Sorquitten gehörte, am 11. Juli 1920 über die weitere staatliche Zugehörigkeit zu Ostpreußen (und damit zu Deutschland) oder den Anschluss an Polen ab. In Sorquitten stimmten 240 Einwohner für den Verbleib bei Ostpreußen, auf Polen entfielen keine Stimmen.
Sorquitten zählte bis 1701 zum Herzogtum Preußen, 1701 bis 1918 zum Königreich Preußen sowie 1871 bis 1945 zum Deutschen Reich (Provinz Ostpreußen). Nach Ende des Zweiten Weltkrieges fiel Sorquitten 1945 wie der ganze Südteil des von der Roten Armee eroberten Ostpreußen an Polen. Die ansässige deutsche Bevölkerung wurde, soweit sie nicht vor der Roten Armee westwärts geflüchtet war, nach Kriegsende größtenteils vertrieben. Neben der angestammten masurischen Minderheit, die bleiben durfte, wurden Neubürger aus anderen Teilen Polens angesiedelt. Der Ort Sorquitten wurde gemäß der polnischen Lautbildung in Sorkwity umbenannt.
Von 1975 bis 1998 gehörte der Ort zur früheren Woiwodschaft Olsztyn und kam dann im Rahmen einer polnischen Gebietsreform zur größeren Woiwodschaft Ermland-Masuren, die im Wesentlichen dem polnischen Teil des früheren Ostpreußen entspricht.
2006 waren in Sorkwity 770 Einwohner ansässig.

## Kirche

### Evangelisch

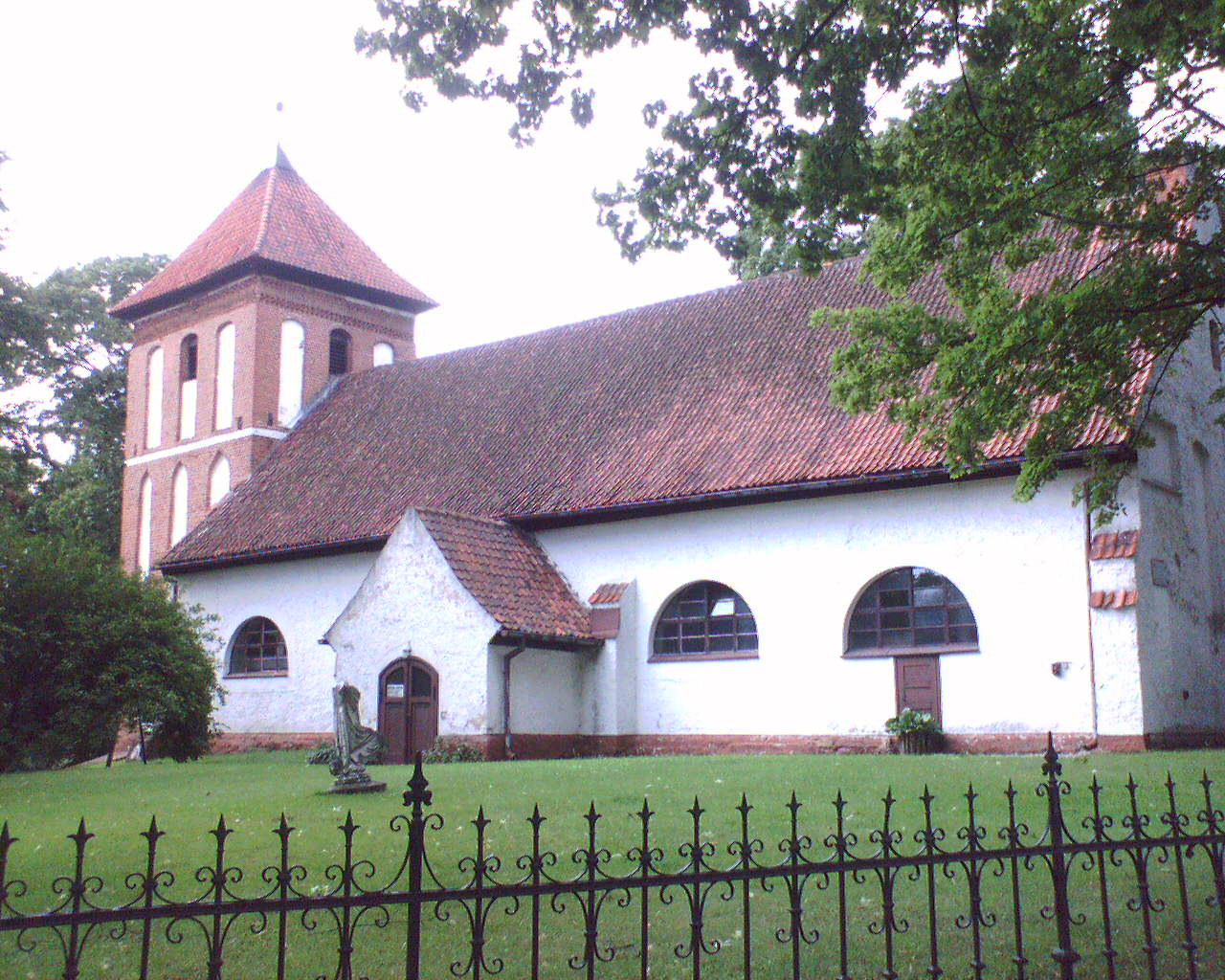
Evangelische Kirche in Sorkwity

Eine Kirche gab es in Sorquitten bereits in vorreformatorischer Zeit. Sie wurde 1470 gegründet. Ein erster Pfarrer wurde im Jahre 1494 erwähnt. Relativ früh fasste die Reformation hier Fuß, und bis zum heutigen Tage ist die am Ende jenes Jahrhunderts errichtete barocke Feldsteinkirche ein evangelisches Gotteshaus. Flucht und Vertreibung der einheimischen Bevölkerung zogen nach 1945 das Leben der evangelischen Kirchengemeinde stark in Mitleidenschaft. Nur eine kleine Zahl Gemeindeglieder schaffte es jedoch, neues Leben in die alte Pfarrkirche zu bringen, die jetzt in der Diözese Masuren der Evangelisch-Augsburgischen Kirche in Polen verankert ist.

### Katholisch
Vor 1945 gab es nur sehr wenige Katholiken in der Region Sorquitten. Zum Besuch der Sonntagsmesse mussten sie weite Wege in Kauf nehmen: bis 1894 zur Pfarrkirche in Bischofsburg (polnisch Biskupiec Reszelski), danach zur Pfarrkirche in Kobulten (Kobułty) und ab 1907 zur Pfarrkirche in Stanislewo (1931 bis 1945 Sternsee, polnisch Stanclewo). Ab 1945 änderten sich die Verhältnisse, als zahlreiche polnische Neubürger sich in Sorkwity ansiedelten, die meisten von ihnen katholischer Konfession. Es entstand hier eine Gemeinde, die am 1. Oktober 1989 den Status einer Pfarrgemeinde erhielt und deren Pfarrkirche heute in der ul. Szkolna 20 steht. Sie ist dem Albert Chmielowski (polnisch Święty Brat Albert) gewidmet. Sie ist dem Erzbistum Ermland zugeordnet.

## Bauwerke

### Schloss
Am nördlichen Ende des Lampaschsees (Jezioro Lampackie) befindet sich ein 1788 für den damaligen Gutsherrn, Johann Sigismund von Oppeln-Bronikowski, erbautes Schloss. Der Rohziegelbau war früher Zentrum des Sorquittener Gutes. In den Jahren 1850 bis 1856 fand unter dem Gutsherrn Julius von Mirbach ein Umbau im neogotischen Burgenstil eines englischen Herrenhauses statt. Die Mauern des Schlosses sind seither von Zinnen gekrönt. Neben dem Hauptgebäude steht das so genannte Wagenhaus als separates Gebäude.
Zum Schloss gehört ein Landschaftspark im englischen Stil, der seine Form aus dem 19. Jahrhundert hat. Er wird bestimmt durch alte Eichen und eine Reihe anderer unter Naturschutz stehender Baumarten.
Im Ersten Weltkrieg übernachteten am 26. August 1914, dem ersten Tag der Schlacht bei Tannenberg zwischen der einmarschierten Samsonow-Armee und den deutschen Verteidigern, russische Soldaten im Schloss, das dabei in Brand geriet und in der Nacht vom 27. zum 28. August 1914 mit allem kostbaren Inventar ausbrannte. 1922 / 1923 wurde es vom letzten deutschen Gutsherrn unter Aufsicht des Berliner Architekten Otto Rüger wieder aufgebaut.
Den Zweiten Weltkrieg überstand das Gebäude weitgehend unbeschadet, nur die Innenausstattung ging 1945 durch Plünderung verloren.
Nach 1945 wurde das Schloss als Verwaltung und Lager der nun polnischen Gutsverwaltung genutzt. 1957 wurde es Erholungsheim der Warschauer Maschinenfabrik Ursus. Heute stehen Schloss und Park wieder in Privatbesitz; im Schloss befindet sich das Zwei-Sterne-Hotel Pałac Sorkwity. Im Juni 2012 wirkte das Schloss unbewohnt, ein Hotelbetrieb war nicht erkennbar.

### Evangelische Kirche
1470 wurde in Sorquitten erstmals eine Kirche erwähnt, eine eigene Pfarrstelle ist ab 1494 belegt. Beim ersten Vorgängerbau handelte es sich um eine strohgedeckte Fachwerkkirche, die 1600 abgerissen und dann durch die von der Gutsherrschaft gestiftete, heute bestehende barocke Kirche (ohne Chor) aus Feldsteinen ersetzt wurde. Die Kirche wird auch heute noch von evangelischen Christen rund um Sorkwity genutzt.

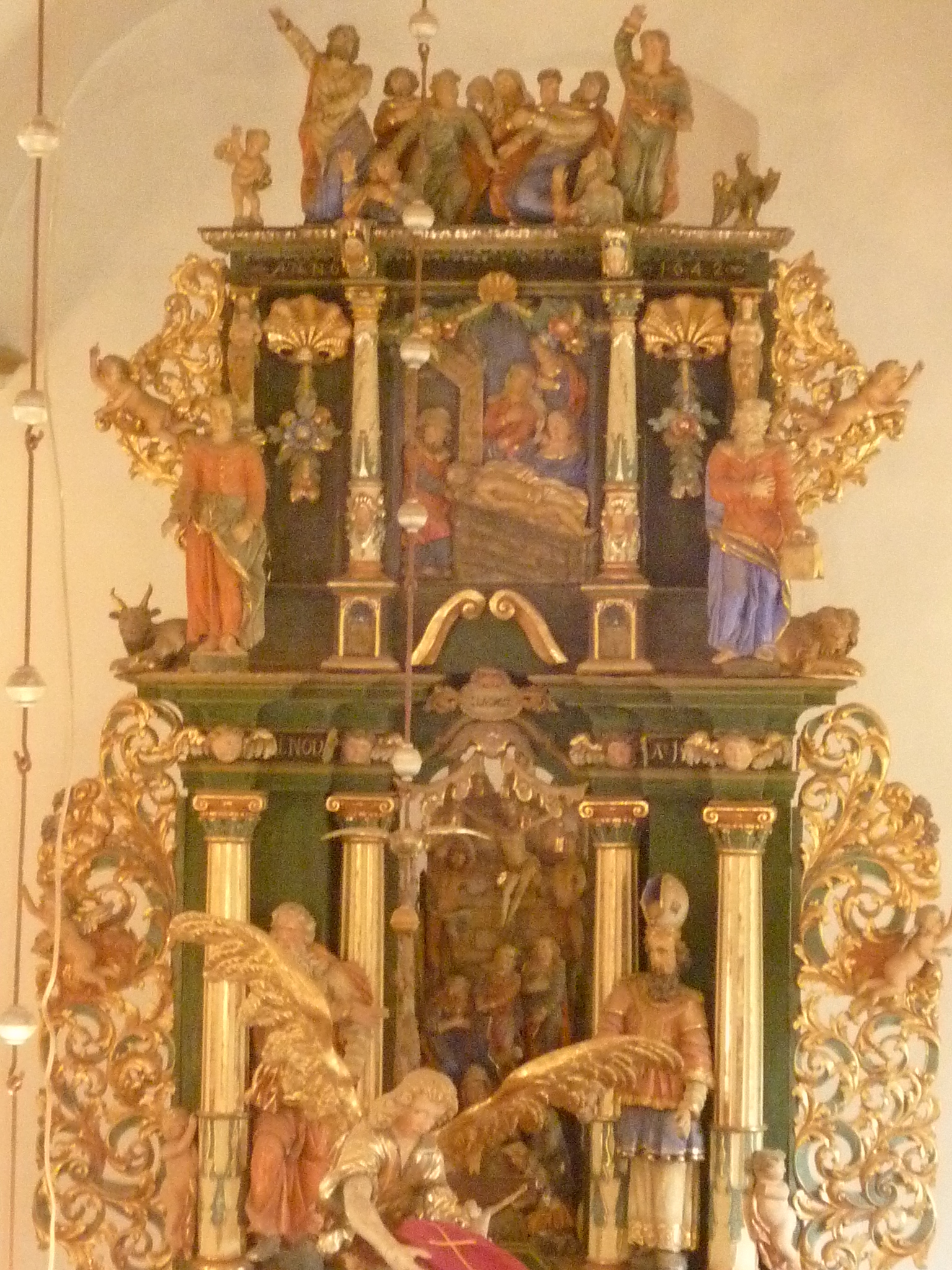
Der Altar der evangelischen Kirche aus der Zeit um 1700

Die Sakristei mit dem östlichen Teil der Kirche entstand in den Jahren 1593 bis 1607, der westliche Teil wurde um 1698 / 1699 errichtet. Der Turm stammt aus den Jahren 1701 bis 1712.
In den Jahren 1750 bis 1777 kam es zu weiteren Umbauten, bei denen man halbrunde Fenster und im Inneren das auf vier Paare kleiner korinthischer Säulen gestützte Tonnengewölbe einbaute. (Nach Angaben der Pfarre war der Umbau bereits 1754 beendet.) Seitdem hat sich die Kirche in ihrer äußeren Erscheinung nicht mehr wesentlich verändert.
Isaak Riga gestaltete um 1701 weite Teile der Innenausstattung mit Kanzel, Taufengel, Oberteil und Schleier des Altars. Der Altar selbst wurde von Friedrich Pfeffer aus Königsberg im Stil der Spätrenaissance aus Holz gestaltet, trägt die Jahreszahl 1642 und umfasst ein 1623 von Christoph Bilich und Martin Lange geschaffenes Schnitzwerk, das Golgatha darstellt. Dabei werden Fischer und Bauern, wie sie für Sorquitten typisch waren, ebenso dargestellt wie das Schloss der Grundherrschaft und die beiden Kirchenpatrone Moses und Aaron. An der Predella unter dem Altarbild ist das Letzte Abendmahl Christi zu sehen. Im Altaraufsatz gibt es ein Relief, welches die Grablegung Christi und die Evangelisten Markus und Lukas zeigt. Der Altar wurde 1941 restauriert.
Von der Decke der Kirche hängt vor dem Altar ein hölzerner, bemalter Taufengel, gestiftet von Georg Dietrich von der Groeben und 1701 von Isaak Riga gemeinsam mit dem Vergolder Johann Bock geschaffen. Die Figur kann bei Bedarf mit einem Seilzug herunter gelassen werden.
Das 1945 teilweise zerstörte Barockkruzifix wurde von Pfarrer Johann Riedl 1708 gestaltet.
Die Orgel wurde im Jahr 1875 von der Orgelbaufirma Wilhelm Sauer aus Frankfurt (Oder) als Opus 212 erbaut.
Hervorzuheben ist die Darstellung von Christi Himmelfahrt im Deckengemälde, wo nur der Unterleib Jesu mit den Beinen zu sehen, während der Oberkörper die Decke der Kirche bereits symbolisch durchstoßen hat.
Nach dem Zweiten Weltkrieg wurde die Innenausstattung der Kirche durch Gegenstände ergänzt, die aus der völlig verfallenen Kirche von Kobulten, einem Ort nahe Bischofsburg, stammen.
Wie es bis 1936 hier gelegentlich zusätzliche Gottesdienste in polnischer Sprache gab, so werden heute, neben denen in polnischer Sprache, einmal monatlich auch welche in deutscher Sprache angeboten.
Seit 2014 finden in der Kirche die quartalsweise veranstalteten „Sorquittener Gespräche“ statt.

### Goercke-Gedenkstein

Gedenkstein für Generalstabsarzt Johann Goercke

Auf dem Kirchhof steht ein restaurierter Gedenkstein mit Umfriedung, der an den in Sorquitten geborenen preußischen Generalstabsarzt Johann Goercke (1750–1822, Sohn von Pfarrer Johann Goercke, der hier 1743–1758 amtierte) erinnert, der Begründer des modernen preußischen Militär-Sanitätswesen war. Der Gedenkstein wurde 1860 gestiftet und 1913 aufgrund starken Verfalls durch einen neuen ersetzt.

## Gemeinde
Zur Landgemeinde (gmina wiejska) Sorkwity mit einer Fläche von 184,56 km² gehören das Dorf selbst und 19 weitere Dörfer mit Schulzenämtern (sołectwa).

## Persönlichkeiten
- Johann Goercke (* 3. Mai 1750 in Sorquitten; † 1822), preußischer Generalstabsarzt
- Julius von Mirbach-Sorquitten (* 27. Juni 1839 auf Gut Sorquitten; † 26. Juni 1921 ebenda), deutscher Herrschaftsbesitzer und konservativer Politiker, Vertreter des Bimetallismus
- Janusz Jagucki (* 14. Februar 1947 in Sorkwity; † 13. Mai 2025), polnischer lutherischer Theologe, von 2001 bis 2009 Bischof der Evangelisch-Augsburgischen Kirche in Polen.